# 뎀초크 지역

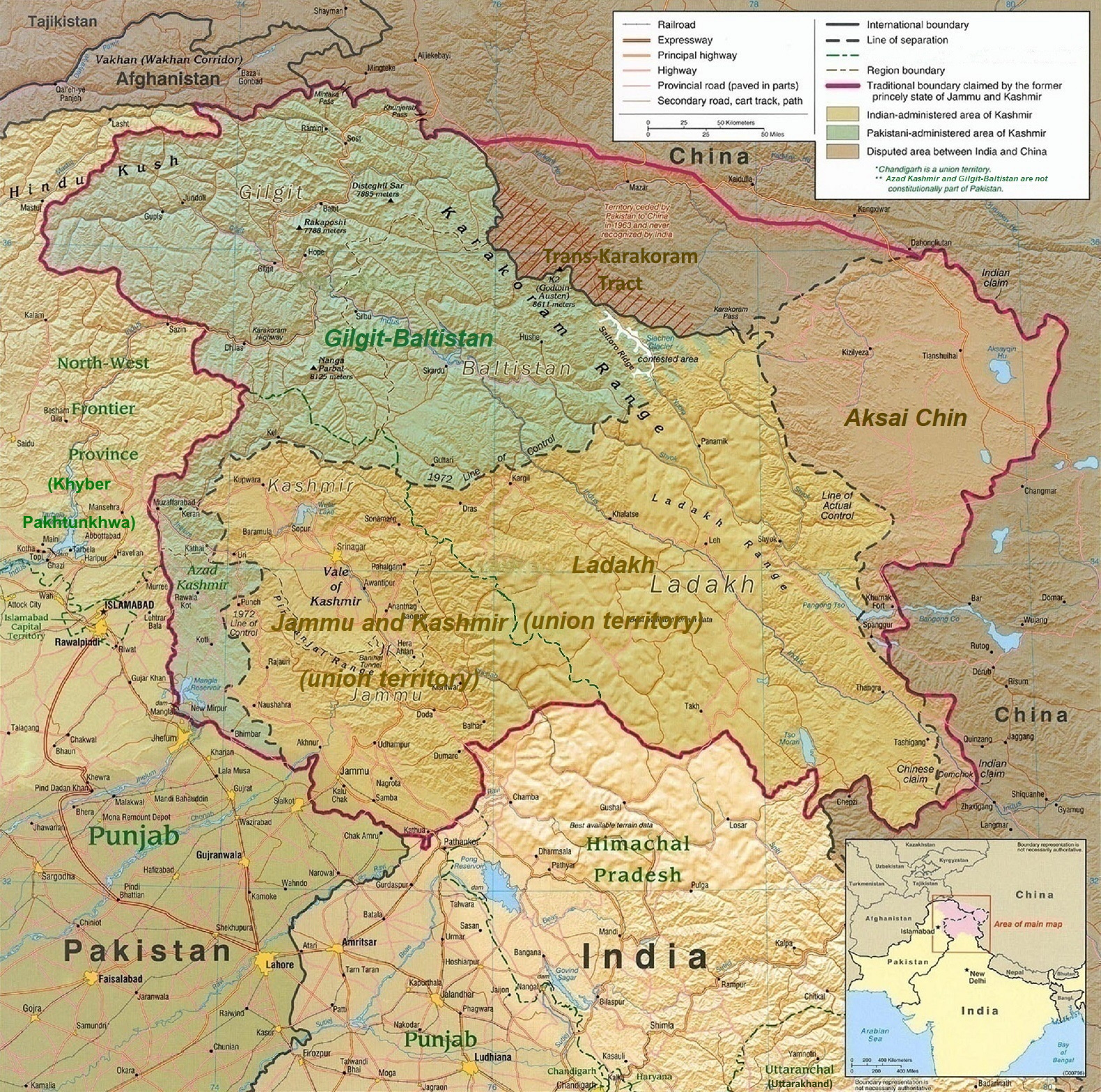

뎀초크 지역(Demchok sector) 또는 파리가스(Parigas)는 라다크와 아리 지구 사이에서 분단되어 있는, 중국과 인도의 영토 분쟁 지역이다. 현재 인도령 지역과 중국령 지역에 제각기 뎀초크라는 마을이 있다.

## 같이 보기
- 악사이친